# 伊韦特河畔比尔站
伊韦特河畔比尔站（法語：Gare de Bures-sur-Yvette），是法国的一个铁路车站，属于大区快铁B线B4支线。开通于1891年，位于埃松省伊韦特河畔比尔。属于第五收费区（法語：Zone 5），1977年12月9日大区快铁B线开始使用本站。